# Матрилінійність
Матриліні́йність (лат. mater, род. відм. matris — «мати» + linea — «лінія») — у генеалогії система визначення спорідненості за материнською (жіночою) лінією. Встановлює походження, ім'я, стан і статус члена роду або родини по матері. Протиставляється патрилінійності. Типова для ранніх суспільств із первісно-общинним ладом, суспільств мисливців-збирачів, кочівників тощо — індіанських племен Північної Америки (ленапе), айнів у Японії, басків у Іспанії й Франції, історичних нубійців або піктів, туарегів, юдеїв. Серед європейської аристократії шляхетство також визначали по матері, незважаючи на панування патрилінійної системи спорідненості.

## Америка
- Ленапе (делавари)